# Piața Mihai Viteazul din Cluj-Napoca
Piața Mihai Viteazul (până în 1919, în maghiară Széchenyi tér) este una dintre principalele piețe ale orașului Cluj-Napoca. În centru se află Statuia lui Mihai Viteazu, înconjurată de un mic părculeț. În partea vestică, în zona intersecției cu strada George Barițiu, Regele Ferdinand și podul peste Someș, spre strada Horea, se află dispuse Palatul Széky și Palatul Berde.

## Istoric
În ultima parte a secolului XIX, aici a fost mutată piața de mărfuri a orașului și s-a construit o cale ferată destinată transportului de oameni și marfă care mergea până în această piață. După o serie de accidente calea ferată a fost desființată în 1902. În perioada anilor ’50 au fost construite o serie de blocuri, inclusiv cel cu fostul cinematograf Republica, actualul cinematograf „Florin Piersic”; acestora li s-a adăugat ulterior hala agroalimentară; o serie de case au fost demolate.

## Galerie de imagini

Hala agroalimentară
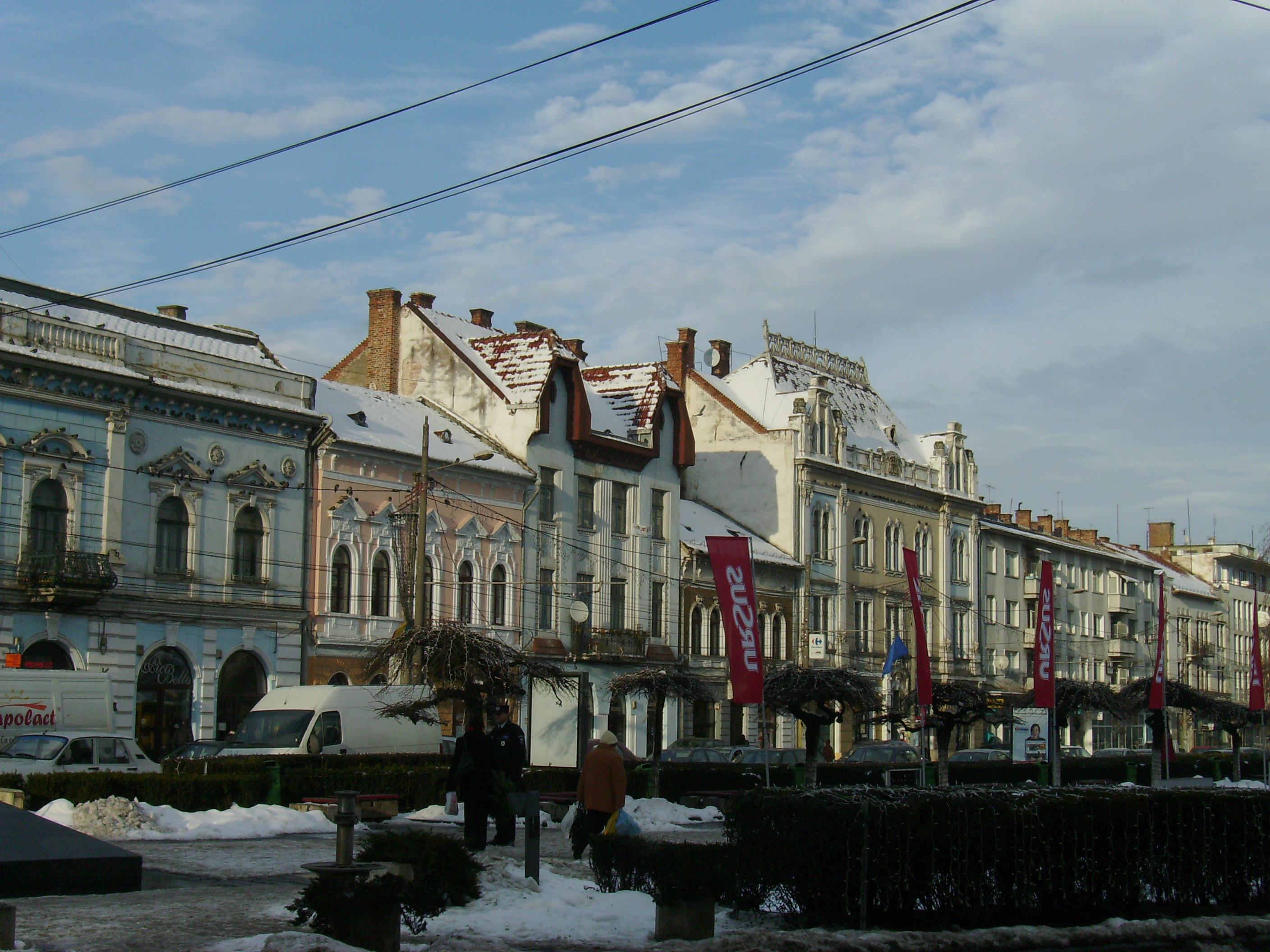
Partea de nord
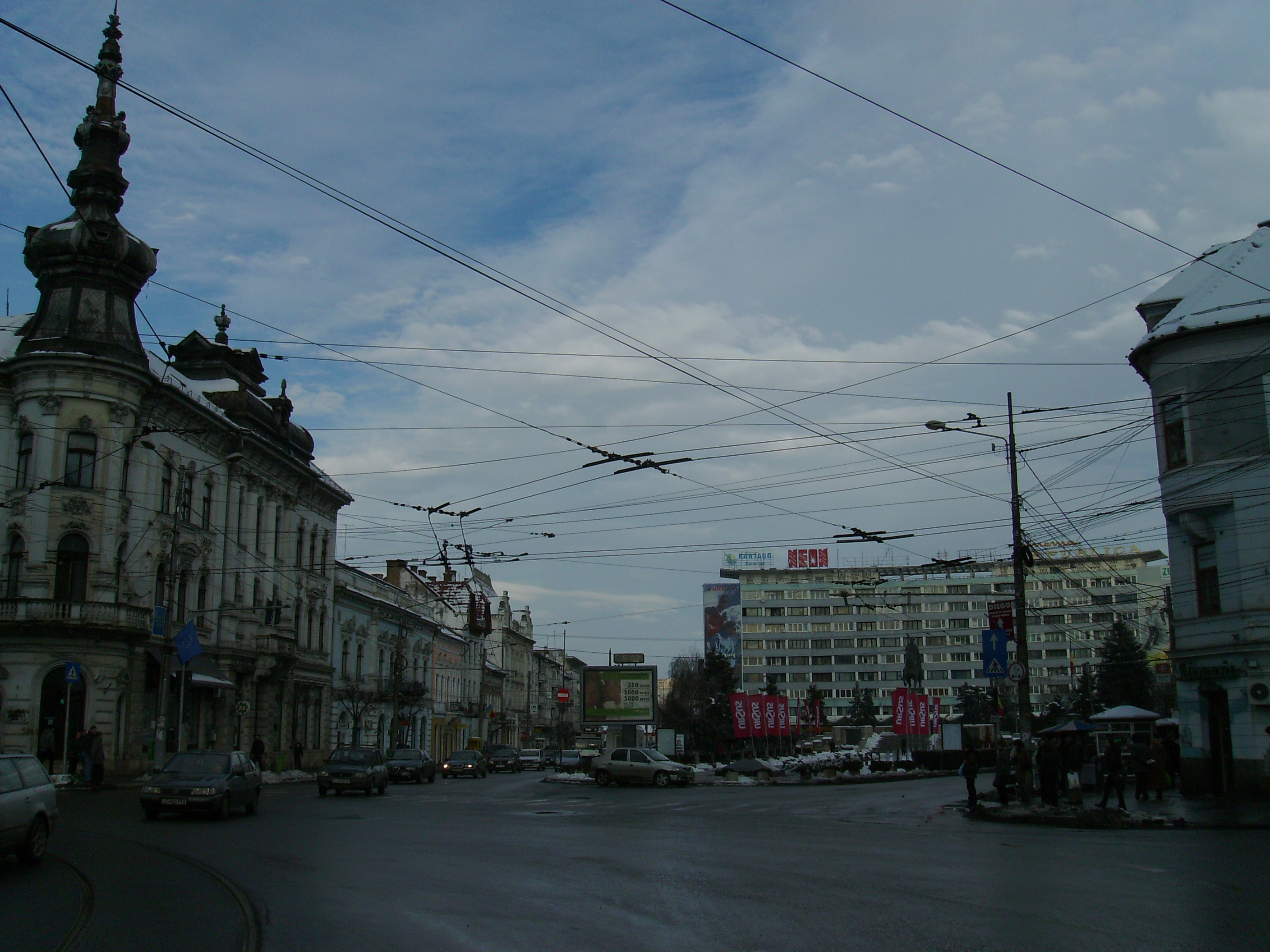
Piața Mihai Viteazul
Piața Mihai Viteazul
Piața Mihai Viteazul
Piața Mihai Viteazul
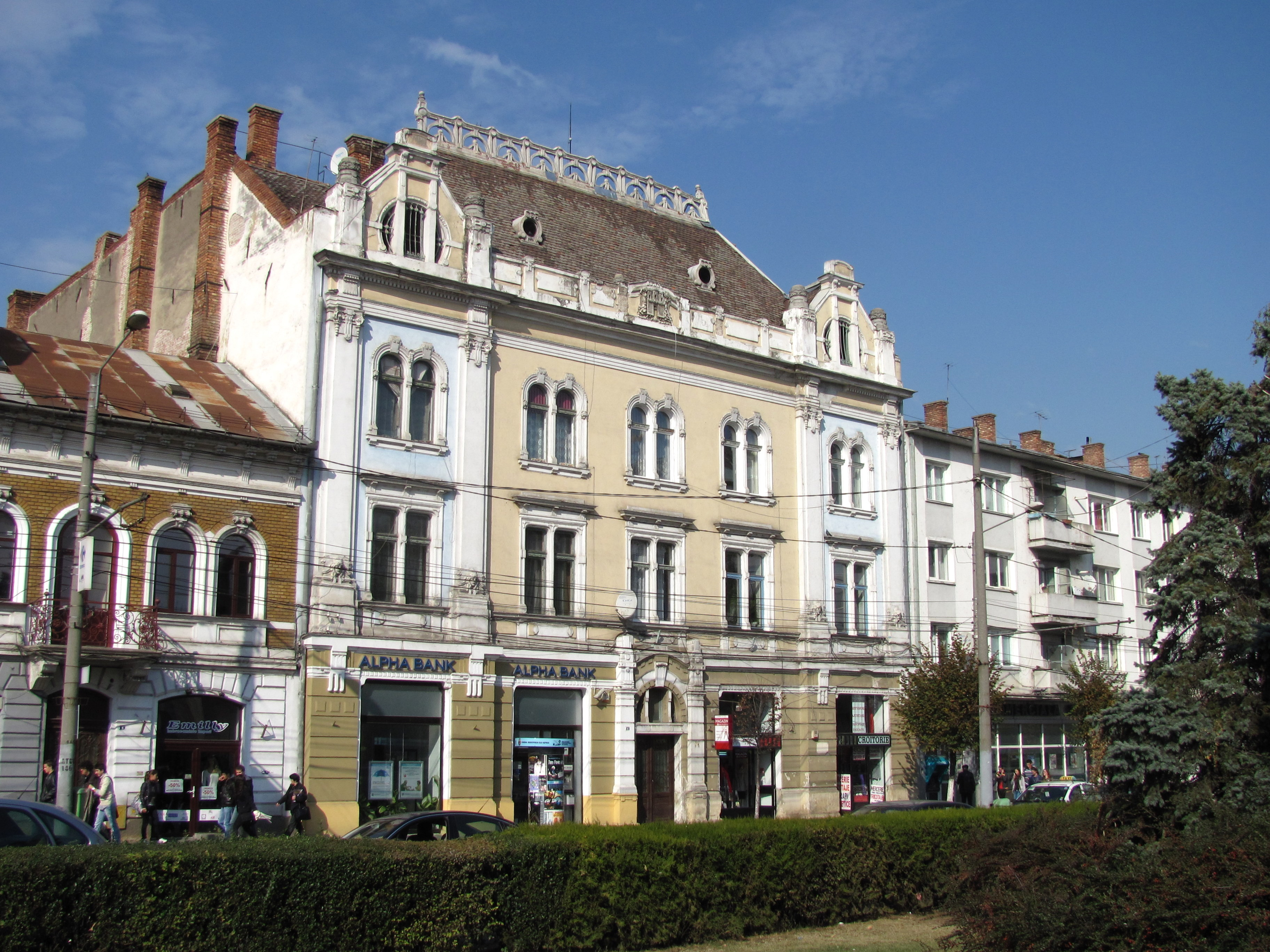
Piața Mihai Viteazul
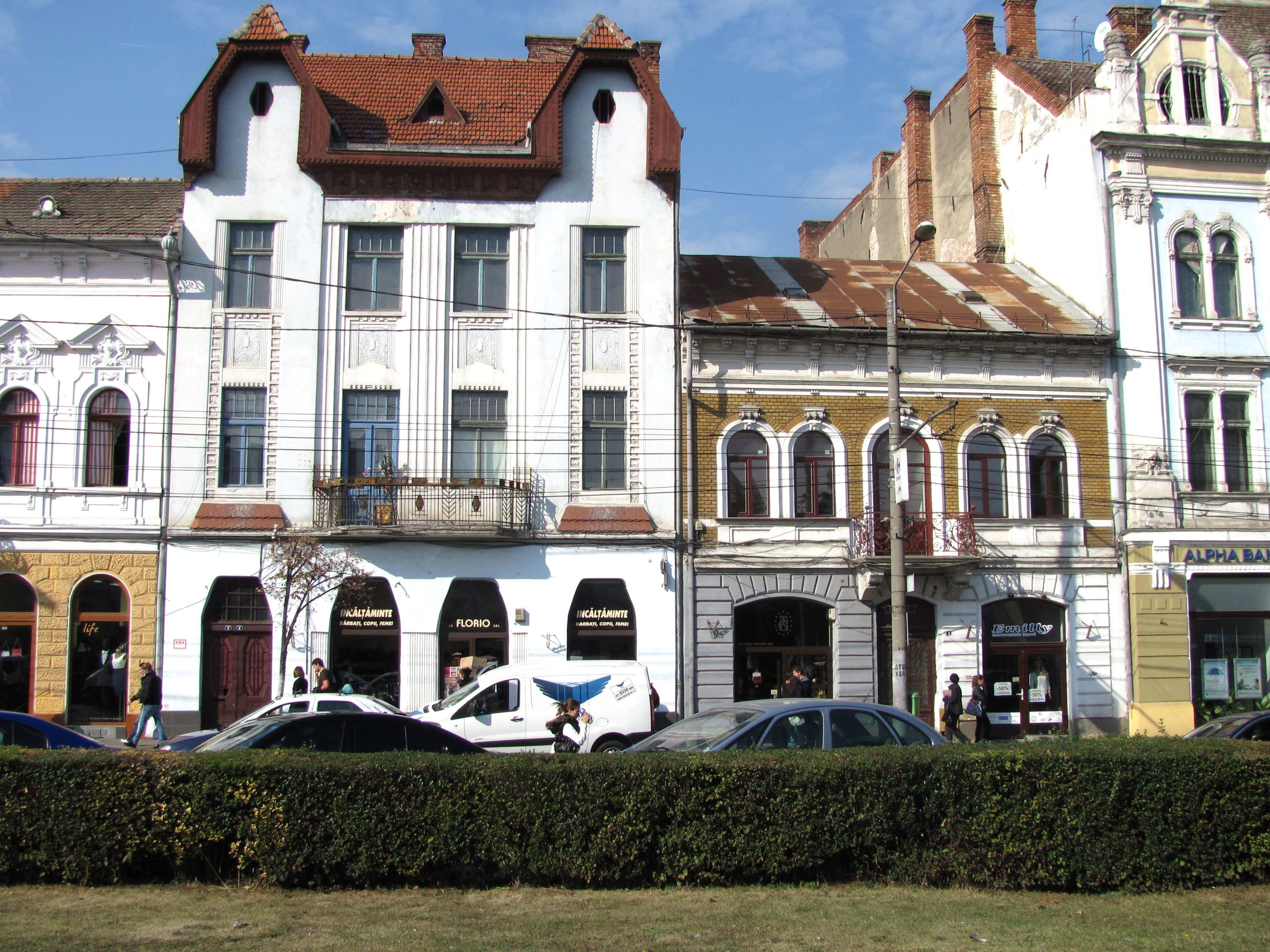
Piața Mihai Viteazul
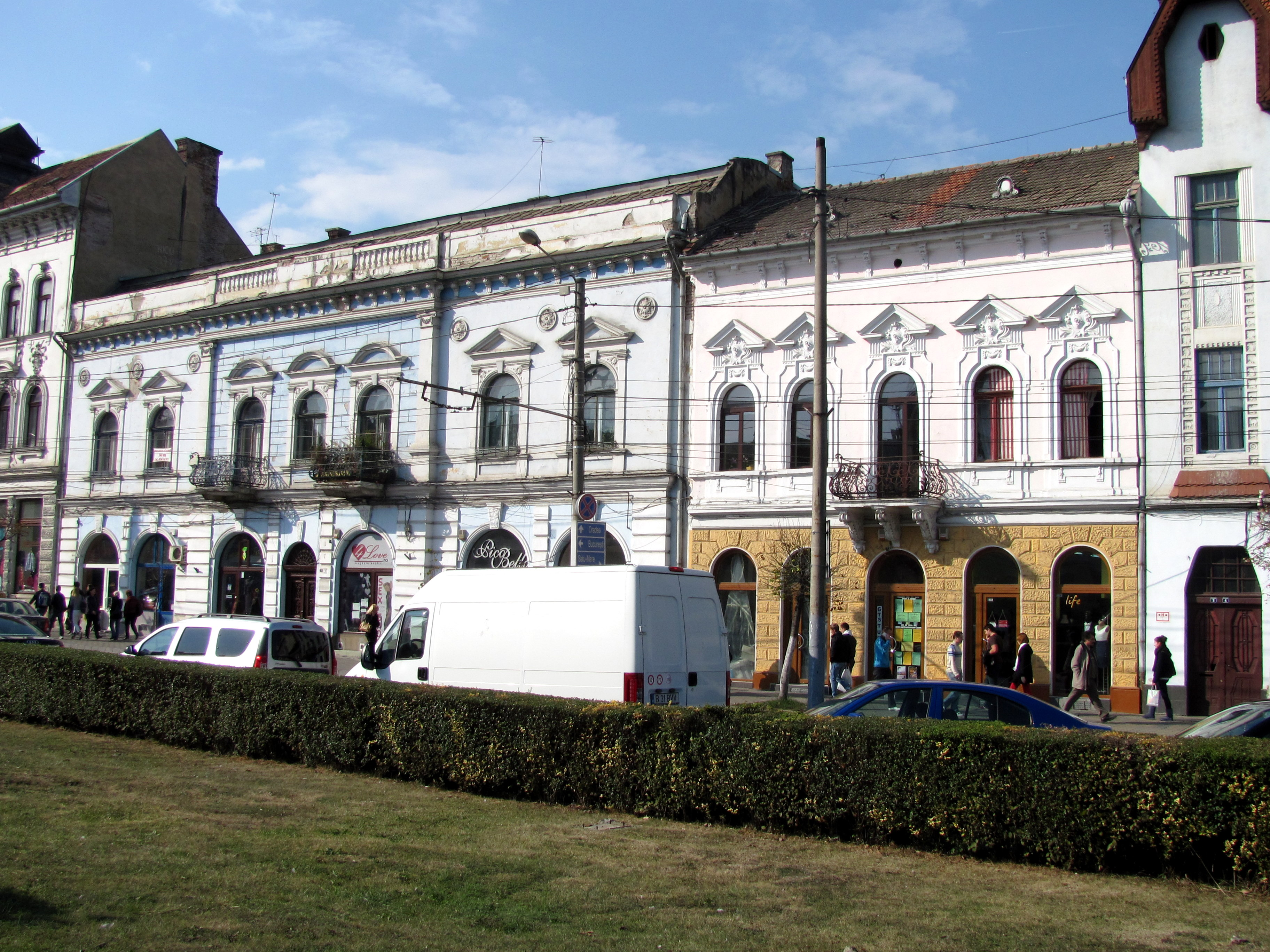
Piața Mihai Viteazul
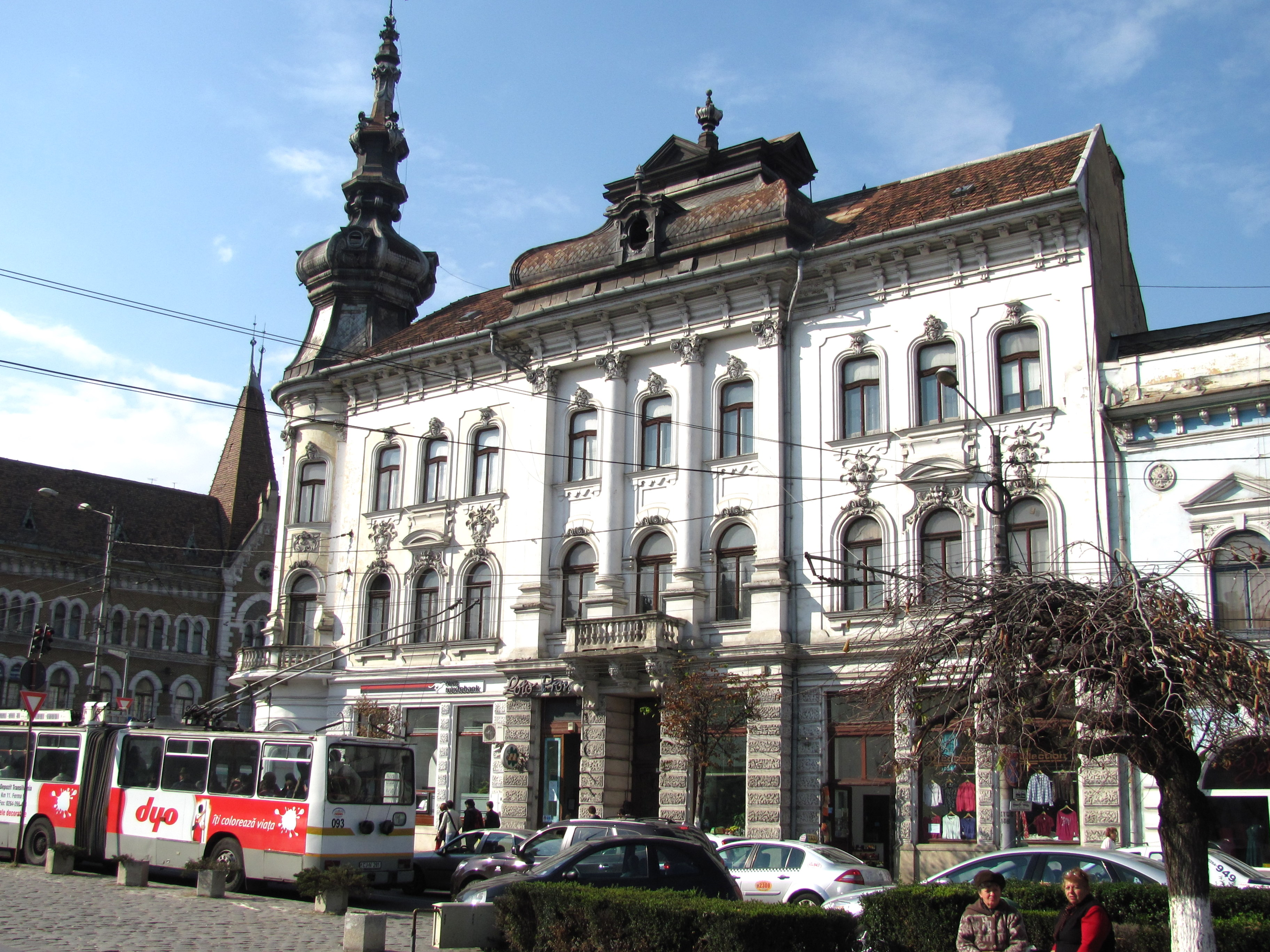
Piața Mihai Viteazul
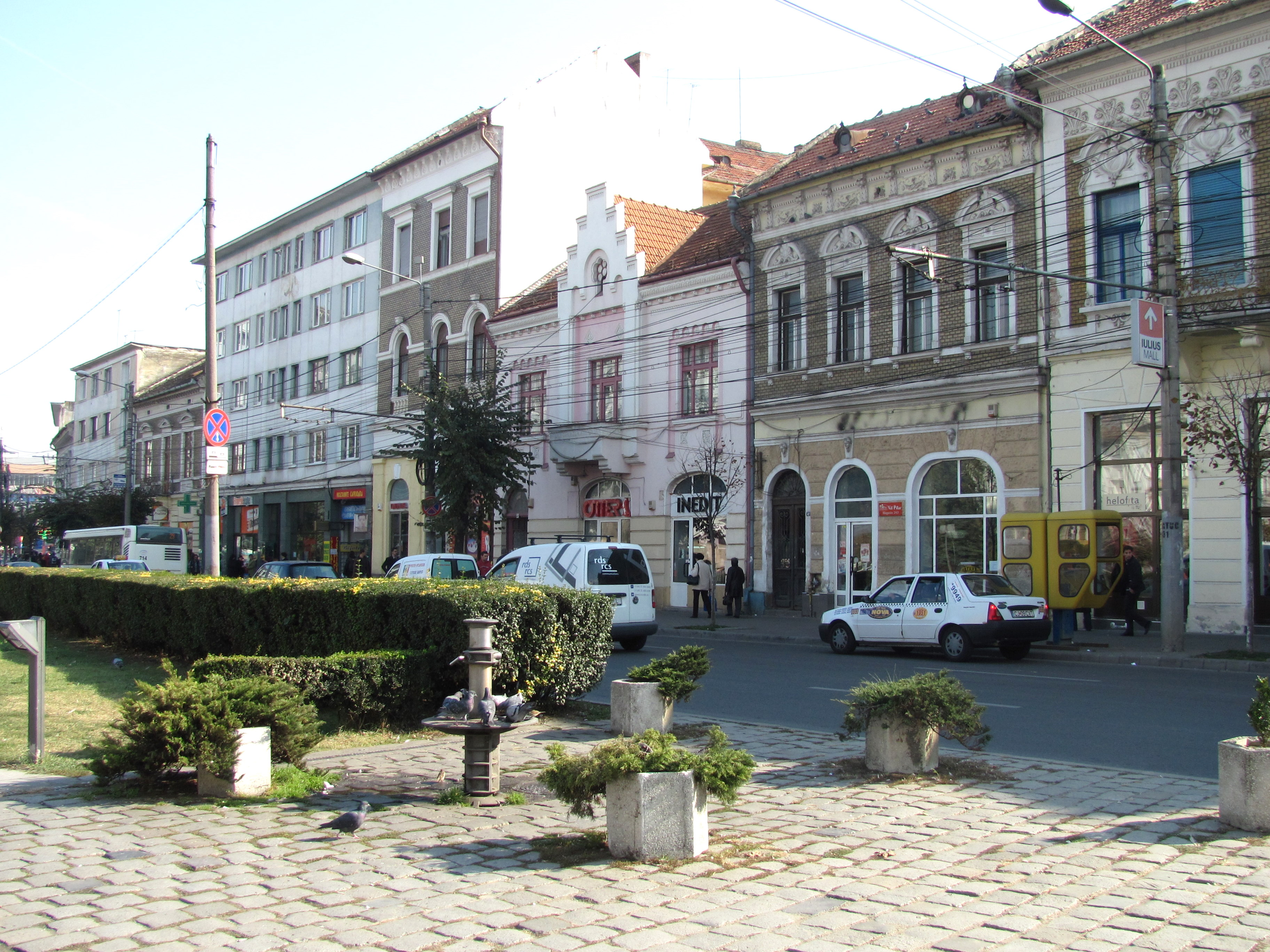
Piața Mihai Viteazul
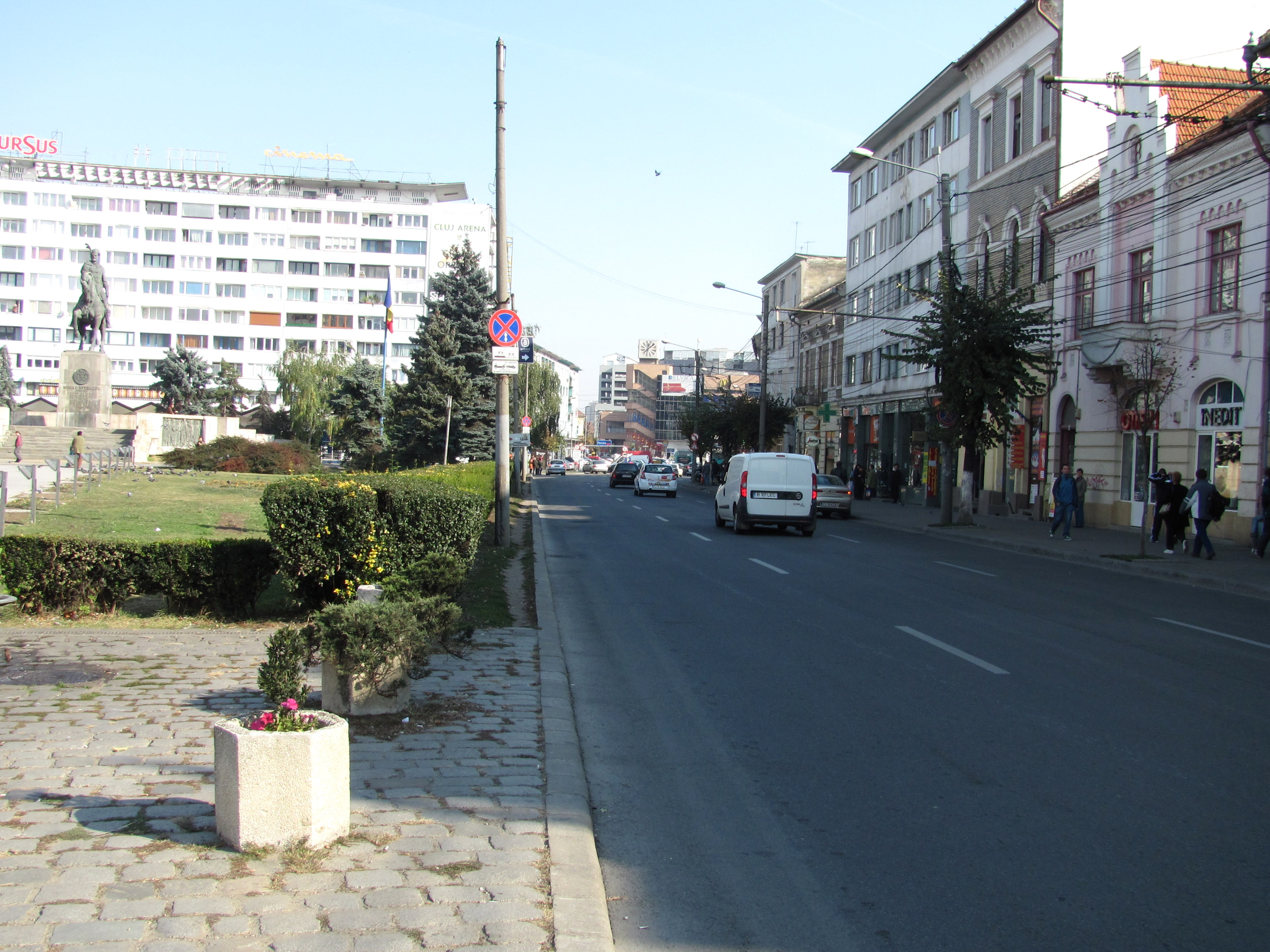
Piața Mihai Viteazul
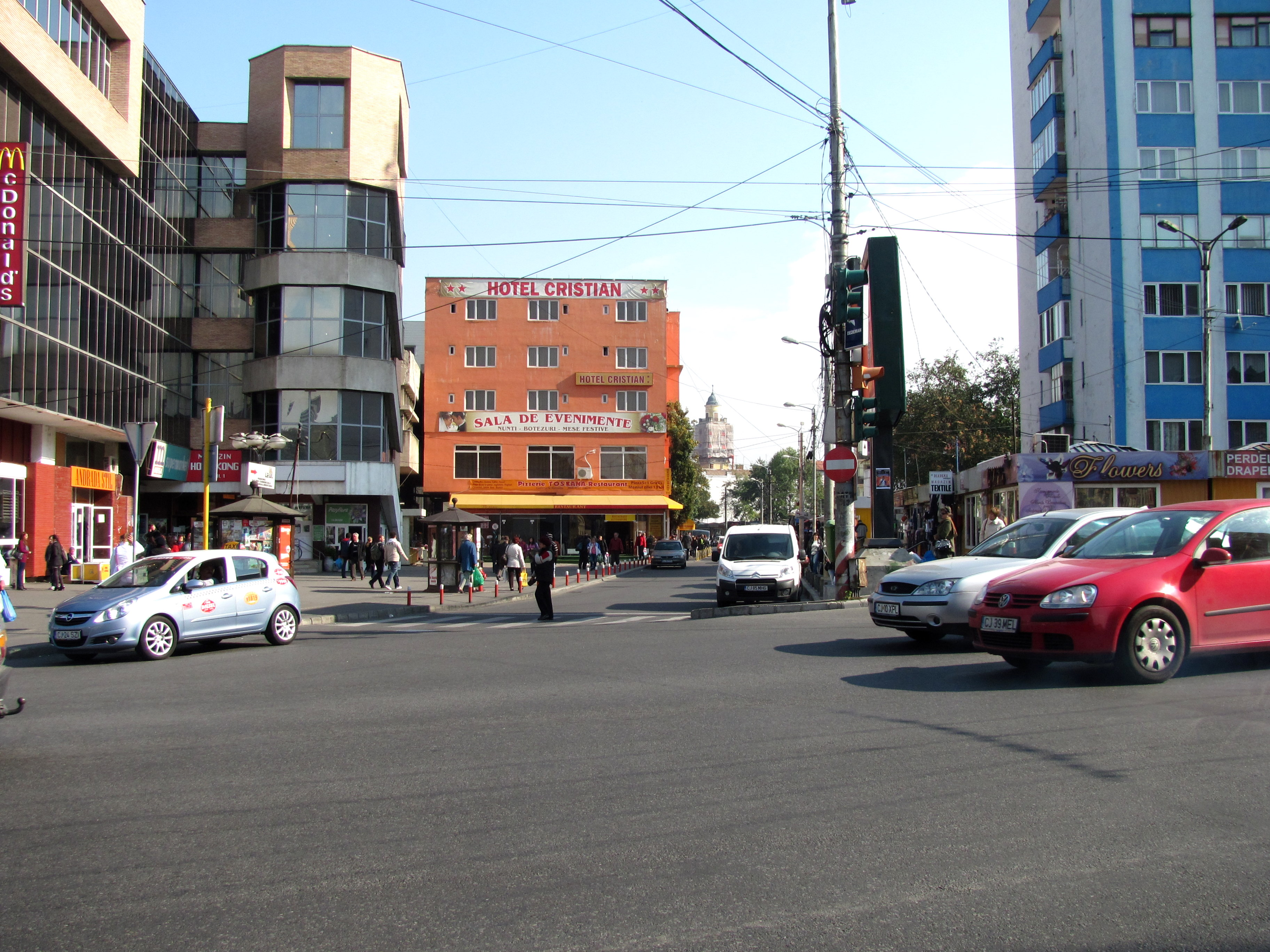
Piața Mihai Viteazul
Statuia ecvestră a lui Mihai Viteazul
Statuia ecvestră a lui Mihai Viteazul
Statuia ecvestră a lui Mihai Viteazul